# 刘伟 (乒乓球运动员)
刘伟（1969年—），女，中国乒乓球运动员、九三学社中央委员。她在1996年亚特兰大奥运会中，参加了女子乒乓球比赛，并获得女子乒乓球比赛双打银牌。
1999年至2003年就读于北京大学法学院，2003年毕业后留校，任北大方正乒乓球俱乐部总经理兼总教练。2015年7月，被北京大学授予教育管理专业法学博士学位。